# Spàssov
Spàssov - Спасов (rus) - és un khútor del krai de Krasnodar, a Rússia. Es troba al vessant septentrional del Caucas occidental, a la vora dreta d'un petit afluent per l'esquerra del Pxekha. És a 5 km a l'oest d'Apxeronsk i a 84 km al sud-est de Krasnodar.
Pertany a la ciutat d'Apxeronsk.